# Oleg Shátov
Oleg Shátov (en ruso: Олег Шатов; Nizhni Tagil, 29 de julio de 1990) es un exfutbolista internacional ruso que juega de centrocampista.

## Trayectoria
Comenzó su carrera en 2006 en fútbol sala, en el MFK Viz-Sinara Ekaterinburg, equipo que lo cedió en 2007 al F. C. Ural de la Primera División de Rusia de fútbol. En 2012 firmó con el Anji Majachkalá de la Liga Premier de Rusia, con quien disputó 34 partidos de liga.
En agosto de 2013, tras anunciar el Anzhí problemas económicos de su propietario, Suleyman Kerimov, Shátov fue traspasado al Zenit San Petersburgo.
En julio de 2020, tras finalizar su contrato con el equipo de San Petersburgo, firmó por dos años, más uno opcional, con el F. C. Rubin Kazán. El 18 de noviembre del año siguiente acordó la rescisión de su contrato e interrumpió su carrera como futbolista. La reanudó el 1 de febrero de 2022 regresando al F. C. Ural hasta final de temporada. Tras esta segunda etapa en el club, que terminó en agosto de 2023, empezó a formarse para ser entrenador después de decidir nuevamente dejar de jugar de manera temporal.

## Selección nacional
Es internacional absoluto con la selección de Rusia y debutó en un partido amistoso en España contra Islandia, en el que también marcó su primer gol como internacional.
El 12 de mayo de 2014 Fabio Capello, director técnico de la selección nacional de Rusia, incluyó a Shátov en la lista provisional de 30 jugadores que iniciarán la preparación con miras a la Copa Mundial de Fútbol de 2014. El 2 de junio fue ratificado por Capello en la nómina definitiva de 23 jugadores.

### Participaciones en la Copa del Mundo
| Mundial                        | Sede   | Resultado    |
| ------------------------------ | ------ | ------------ |
| Copa Mundial de Fútbol de 2014 | Brasil | Primera fase |

## Clubes
| Club                     | País  | Año       |
| ------------------------ | ----- | --------- |
| F. C. Ural Ekaterimburgo | Rusia | 2007-2012 |
| F. K. Anzhí Majachkalá   | Rusia | 2012-2013 |
| Zenit de San Petersburgo | Rusia | 2013-2020 |
| F. C. Krasnodar (cedido) | Rusia | 2018      |
| F. C. Rubin Kazán        | Rusia | 2020-2021 |
| F. C. Ural Ekaterimburgo | Rusia | 2022-2023 |

## Palmarés

### Títulos nacionales
| Título                | Club                     | País  | Año  |
| --------------------- | ------------------------ | ----- | ---- |
| Liga Premier de Rusia | Zenit de San Petersburgo | Rusia | 2015 |
| Supercopa de Rusia    | Zenit de San Petersburgo | Rusia | 2015 |
| Copa de Rusia         | Zenit de San Petersburgo | Rusia | 2016 |
| Supercopa de Rusia    | Zenit de San Petersburgo | Rusia | 2016 |
| Liga Premier de Rusia | Zenit de San Petersburgo | Rusia | 2019 |
| Liga Premier de Rusia | Zenit de San Petersburgo | Rusia | 2020 |
| Copa de Rusia         | Zenit de San Petersburgo | Rusia | 2020 |